# Pseudiastata pseudococcivora
Pseudiastata pseudococcivora är en tvåvingeart som beskrevs av Curtis W. Sabrosky 1951. Pseudiastata pseudococcivora ingår i släktet Pseudiastata och familjen daggflugor. Inga underarter finns listade i Catalogue of Life.